# Bodil Asketorp
Bodil Monica Asketorp Andolf, född 4 maj 1950, är en svensk musikforskare och radioproducent, bosatt i Stockholm.
Asketorp blev filosofie kandidat i musikvetenskap, arkeologi och teoretisk filosofi vid Lunds universitet 1979 och är sedan dess doktorand i musikvetenskap. Hon har varit lärare vid Institutionen för musikvetenskap vid Lunds universitet och på Musikhögskolan i Malmö. Sedan 1985 är hon bosatt i Stockholm och forskar inom projektet Corpus troporum om kristna, medeltida, latinskspråkiga, liturgiska sånger. För en större allmänhet blev hon känd genom televisionen som deltagare i det svenska laget i de av Sten Broman ledda internordiska frågetävlingarna i klassisk musik, Musikfrågan Kontrapunkt. År 1989 blev hon frilansmedarbetare på Sveriges Radios P2-redaktion, som bisittare och programledare i de direktsända programmen Ring till musiken och Önskekonserten Sedan 1989 är hon fast anställd vid Sveriges Radio som tablåproducent och utlandsproducent. Bland annat medverkar hon som svensk presentatör i det av BBC producerade programmet Euroclassic Notturno, med klassisk musik, som varje natt kl. 00.00-06.00 sänds över ett stort antal europeiska radiostationer, i Sverige i Sveriges Radio P2. Hon medverkar också som domare i den populära musikfrågesporten Bit för bit med Loa som sänds i SR P2 varje sommar sedan 2012.
Bodil Asketorp är vice ordförande i Hugo Alfvén Sällskapet.